# Jean-François Godchau
Jean-François Godchau, né le 28 mars 1943 à Marseille et mort le 31 décembre 2002 à Asnières-sur-Seine, est un militant syndical et politique français qui fut président de la branche locale de l'UNEF à l'Université Paris-Nanterre pendant les événements de Mai 68.

## Biographie
Jean-François Godchau, né en mars 1943 à Marseille, est le fils d’Anne et de Robert Godchau, cadre commercial. Militant de l'Union des étudiants communistes au début des années 1960, il rejoint peu après le PCI minoritaire (trotskyste) puis le 2 avril 1966 participe à la fondation de la Jeunesse communiste révolutionnaire avec Alain Krivine et Henri Weber.
D'abord étudiant en histoire à la Sorbonne, est arrivé à l'Université Paris-Nanterre en novembre 1965, où il est devenu président du groupe des étudiants en histoire au sein de l'UNEF, puis a participé en mars 1967 à l'occupation du bâtiment des filles, nécessitant de « forcer effectivement la porte protégée par les gardiens » des pavillons féminins. Puis il a pris la tête du syndicat étudiant pour les groupes d'études de tous les départements, dans le cadre de la dénonciation du plan Fouchet, de la sélection, et de l'intégration de l'Université aux besoins des entreprises.Le syndicat UNEF est alors le premier lors des élections de représentants au conseil d'administration de la MNEF, qui devient l'un des premiers organisme à faire des consultations de contraception après le vote de la loi Neuwirth en 1967.
Il s'investit également dans l'Association des résidents de la Résidence universitaire de Nanterre, où les étudiants des deux sexes protestent contre le règlement interdiant aux étudiantes d'accueillir qui elles veulent dans leur chambre et organisent des réunions pour faire progresser la connaissance des méthodes de contraception.
Il se dit en même temps choqué par ce qu'il constate sur le campus, « tout ce qui est violence, échauffourées, injures à des individus même réactionnaires », et qui l'amène à démissionner, avec le reste du bureau de l'UNEF à la suite d'une altercation au cours d'un enseignement du psychologue Didier Anzieu avec des militants anarchistes qui voulaient interrompre ce cours pour protester contre le risque d'expulsion de Daniel Cohn-Bendit, ce qui tourne au pugilat entre occupants de force du cours Didier Anzieu et militants de la JCR qui souhaitent les calmer et raisonner.
Élu en novembre 67 à la tête de l'UNEF Nanterre, il démissionne de son poste de président de la branche locale de l'UNEF à l'Université Paris-Nanterre fin février 1968, en déplorant que les assemblées générales prennent « de telles allures de coup de force ». Alain Lenfant lui succède, un autre militant de la JCR.
Il s'inquiète aussi de voir qu'« une certaine presse a pris Nanterre comme cible en faisant des titres entiers sur les violences, les crimes, la prostitution, la drogue, des choses complètement folles ». Lors de l'occupation de la tour administrative du campus de Nanterre, il ne participe pas et n'adhère pas aux actions du Mouvement du 22 mars car il se méfie de Daniel Cohn-Bendit.
Intéressé par l’histoire du trotskysme, il a consacré sa maîtrise aux origines de la Quatrième Internationale sous la direction de l'historien René Rémond, professeur à Nanterre puis à la Sorbonne, en 1969. 
Jean-François Godchau a ensuite effectué une carrière d'enseignant en économie à l'Université Paris-Nanterre, où il avait lui-même étudié, d'abord comme assistant en sciences économiques. Il y a dirigé un séminaire de formation « économie et sociologie de la culture et des loisirs ». Investi en politique, il est candidat de la Ligue communiste aux Élections législatives françaises de 1973, le 4 mars à Nice en 1973, où il obtint 2,77 % des voix, puis aux Élections législatives françaises de 1978, dans la Première circonscription du Val d’Oise, où il se brouille avec des militants de base.
Passionné par la musique classique, il écrivit sur le sujet dès 1970 dans l'hebdomadaire de la Ligue communiste.
Dans un article dans Libération resté célèbre, en date du 26 août 1998, il effectue une critique importante des dirigeants des grandes religions, en particulier catholique en leur reprochant les «indulgences» envers toutes sortes de pratiques: « Qu'aucun mafioso, proxénète, esclavagiste, tortionnaire, pourvoyeur de drogue, ou même simple client du tourisme sexuel, qu'aucun auteur de crimes contre l'humanité ne puisse conserver le moindre espoir de gagner jamais le paradis et d'y côtoyer le Seigneur! », écrit-il. L'article s'interroge aussi sur le rôle de l'Eglise dans l'aide humanitaire, en visant plus particulièrement « les appareils ecclésiastiques », plus que les religions et croyants laïcs qui se sont au contraire selon lui, depuis des décennies, « engagés au service de leurs prochains ». L'article suscite une polémique avec Olivier Darras, professeur de lettres modernes, qui lui reproche ses simplifications et interprétation erronées sur la religion.
Jean-François Godchau démissionne de la LCR en 1982, puis rejoint le PS en 1986, où il est secrétaire fédéral à la formation à la fédération des Yvelines.